# Falcon 1e

Foguete Falcon 1e

O Falcon 1e é um veículo de lançamento estadunidense que é uma versão atualizada do veículo SpaceX Falcon 1, que foi aposentado em 2009, após cinco lançamentos, dois dos quais foram bem sucedidos. O Falcon 1e consiste de um novo primeiro estágio, usa o mesmo segundo estágio do Falcon 1, e uma nova carenagem com maior capacidade de carga, e foi proposto para ser parcialmente reutilizável. Ele originalmente havia sido anunciado para fazer seu voo inaugural em meados de 2011, mas a empresa retirou o foguete do mercado, citando "a demanda limitada".
O Falcon 1e foi retirada do portfólio de vendas da SpaceX em 2011, devido à falta de vendas para a pequena carga que o Falcon 1e era capaz de lançar.